# Rebucie
Rebucie (Rebutia) je rod malých, jihoamerických, vysokohorských kaktusů. Vzhledem těla a trnů nejsou příliš zajímavé, jsou ale velmi oblíbené pro své snadné a bohaté kvetení. Proto jsou často pěstovány a nabízeny v obchodech. K objevení a prozkoumání nalezišť výrazně přispěli Češi A. V. Frič a Karel Kníže.

## Výskyt
I přes velký počet taxonů je oblast výskytu rebucií poměrně malá. Jsou to předhoří hlavního hřebene And, vysokohorské oblasti severní, až severozápadní Argentiny a jižní Bolívie, ve výškách od 2 000 do 4 500 m n. m. Vzácně zasahují níže až k 1000 m n. m. V letním období je zde mírně teplé klima se silnou insolací, vysokými rozdíly mezi denními a nočními teplotami a dostatečnými srážkami. Srážek je poměrně hodně, ale jsou to prudké lijáky soustředěné do kratších období. Zimní klidové období je zcela suché, chladné. Zde rebucie rostou na loukách v zápoji nízkých travin nebo ve spárách a škvírách skalních ploten společně s pionýrskými travinami, mechy a lišejníky.
Spolu s rebuciemi v oblasti rostou rody Parodia, Lobivia, Echinopsis a Acanthocalycium. Hromadně se zde vyskytují pasakánoidní trichocereusy. Jsou to mohutné, nerozvětvené, až 15 m vysoké [cereus]y, které tvoří specifické, pravidelné, ale řídké porosty na rozsáhlých oblastech horských svahů a hřebenů, tzv. pasakánové lesy.

## Popis

### Obecná charakteristika
Stonky mají různý tvar, mohou být ploše kulovité, kulovité až válcovité, solitérní, dole odnožující nebo až trsovité. Obvyklá velikost je 3 až 8 cm. Rychlené, přehnojené nebo ve stínu pěstované rostliny mohou být větší až deformované. Žebra jsou spirálovitá nebo rovná, jsou méně či více rozdělená do bradavek. Areolová a temenní vlna je nepatrná. Otrnění není většinou příliš výrazné, je rovné tenké, světlé, většinou těžko rozlišitelné na okrajové a střední. Trny mohou rostlinu zcela zahalovat. Vzácně se vyskytují mohutnější střední tmavé trny, např. u R. robustispina, R. margarethae. U digitorebucií bývají trny přitisklé ke stonku, pektinátní. Květy jsou poměrně velké, trychtýřovité až široce rozevřené. Mají dlouhou, relativně tenkou trubku. Vyrůstají z boku nebo z báze stonků. Většina druhů je autogamní. Velmi často jsou světle červené až oranžové, dále pak karmínové až fialové, žluté, růžové, bílá barva je vzácná. Plod je malá kulatá bobule dost pevně spojená se zbytkem květu, ve zralosti tence blanitá, rozpadající se. Početná semena vejčitá, asi 0,5 až 1 mm velká, černá, mnohdy s výrazným bílým hilem. Kořeny svazčité nebo řepovité.

### Rebutia
Backeberg: rod Rebutia
Šída: rod Rebutia, podrod Rebutia, sekce Rebutia
Mosti & Papini: rod Rebutia 
Většinou spíše polokulovité plošší rostliny, na bázi odnožující. Žebra jsou spirálovitá, zcela rozpadlá do hrbolů. Poupata a květy se tvoří u báze rostliny, mnohdy jakoby vyrůstají ze země. Květní trubka je holá, tyčinky volné, nepřirostlé ke květní trubce. Kořeny svazčité. Tyto druhy jsou velmi variabilní, v barvě květů, otrnění.

### Aylostera
Backeberg: rod Aylostera
Šída: rod Rebutia, podrod Rebutia, sekce Aylostera
Mosti & Papini: rod Aylostera, podrod Aylostera 
Kulovité, mnohdy mírně protáhlé rostliny. Květy mají ochmýřenou trubku a vyrůstají více na boku rostliny. Tyčinky bývají přirostlé k trubce. Kořeny svazčité. Vzhledem se zcela odlišuje Rebutia heliosa s varietami, která svým bílým pektinátním otrněním hustě pokrývajícím rostlinu připomíná mexickou miniaturu Mammillaria pectinifera. Druhy jsou ustálené, s nízkou varibialitou a nekříží se.

### Mediolobivia
Backeberg: rod Mediolobivia
Šída: rod Rebutia, podrod Pygmaeolobivia, sekce Setirebutia a Digitorebutia
Mosti & Papini: rod Aylostera, podrod Mediolobivia
Menší rostliny, často konicky válcovité, trsovitě rostoucí. Mohou připomínat krátké prstíky, odtud Fričovo pojmenování Digitorebutia z latinského digitus znamenající prst. Pokožka bývá zbarvena do bronzova, hnědava apod. Žebra jsou přímá, mají zřetelný základ nesoucí jednotlivé hrbolky. Otrnění mnohdy přitisklé. Květní trubka je málo ochmýřená. Některé skupiny mají barvy květů jasné, jiné lomené, pastelové, nevýrazné. Kořen je řepovitý.

## Taxonomie a historie
V širokém pojetí zahrnuje rod tři skupiny, Rebutia, Aylostera a Mediolobivia. Rozmanité druhy mediolobivií jsou známy také pod synonymy Pygmaeolobivia, Digitorebutia a Cylindrorebutia. V úzkém pojetí tvoří rod Rebutia asi 12 druhů z okruhu Rebutia minuscula. Vývoj pojetí rodu ukazuje tabulka. V důsledku neustálých taxonomických změn jsou jednotlivé druhy v literatuře uváděny pod různými rodovými jmény.

### Historický vývoj
Rod s typovým druhem Rebutia minuscula popsal již v roce 1895 profesor Karl Moritz Schumann podle dr. Weberem objeveného, tehdy ničemu nepodobného kaktusu. Pojmenován je podle Pierre Rebuta, francouzského pěstitele. Vzápětí popis rodu upadl do zapomnění a druhy byly šířeny jako Echinocactus nebo Echinopsis. Rod Rebutia obnovili až v roce 1922 Britton a Rose při své revizi čeledi kaktusů. V roce 1923 byl popsán rod Aylostera, což byl počátek dělení na další samostatné rody. A. V. Frič při své poslední osmé expedici (1928/1929) objevil druhově bohatá naleziště ve vysokých horách na severozápadu Argentiny. Jeho nálezy spustily obrovskou vlnu zájmu o tyto kaktusy. V jeho stopách se vydalo mnoho dalších sběratelů. Pro studium byla ustanovena mezinárodní studijní skupina Der Rebutienklub. A.V. Frič navrhuje postupně mnoho rodů, Eurebutia, Echinorebutia, Setirebutia, Digitorebutia, Cylindrorebutia, Scopaerebutia, Hymenorebutia a Chileorebutia, Backeberg zase Pygmaeolobivia a Mediolobivia. Mnoho nálezů z té doby, často ještě nepopsaných, bylo zničeno během II. světové války, zcela zničeny byly nejvýznačnější sbírky A. V. Friče a dalšího badatele A. Buininga.
Po válce se obnovuje zájem o rebucie, první nové popisy a nové zásilky od jihoamerických sběračů kaktusů přichází již v roce 1948. Na delší dobu se prosazuje systém tří rodů, Rebutia pro ploše kulovité rostliny s květy holými, bez chlupů, Aylostera pro kulovité až protáhlejší rostliny s chlupy na květní trubce a nesourodý rod Mediolobivia pro různorodé rostliny, které mají být přechodem k rodu Lobivia. Od 70. let navázal na tradici A.V. Friče dalšími objevy a průzkumem nalezišť Karel Kníže. Koncem 20. století dochází v rámci všeobecných slučovacích tendencí v taxonomii ke sloučení do jediného rodu Rebutia. International Cactaceae Systematics Group dokonce přiřazuje dříve samostatné a vzhledem odlišné rody Sulcorebutia a Weingartia[zdroj?]. Poslední výzkumy naopak vedou k obnovení rodu Aylostera a samostatnosti dalších rodů.
| K. Schumann                                 |                                                            | Britton & Rose   | Spegazzini                   | A. V. Frič                                                                               |
| 1895                                        | 1896 – 1921                                                | 1922             | 1923                         | 1932 – 1938                                                                              |
| ------------------------------------------- | ---------------------------------------------------------- | ---------------- | ---------------------------- | ---------------------------------------------------------------------------------------- |
| Rebutia genera nova                         | Echinocactus Echinopsis                                    | Rebutia renovace | Rebutia                      | Rebutia                                                                                  |
| Rebutia                                     |                                                            | Rebutia          | Aylostera genera nova        | Digitorebutia, Cylindrorebutia, Echinorebutia, Setirebutia, Hymenorebutia, Scopaerebutia |
| C. Backeberg                                | Donald                                                     | ICSG Anderson    | Rowley                       | Mosti & Papini                                                                           |
| 1966                                        | 1975                                                       | 2001             | 2009                         | 2011                                                                                     |
| Rebutia K. Schum.                           | Rebutia sectio Rebutia                                     | Rebutia          | Rebutia subg. Rebutia        | Rebutia                                                                                  |
| Aylostera Speg.                             | Rebutia sectio Aylostera                                   | Rebutia          | Aylostera subg. Aylostera    | Aylostera subg. Aylostera                                                                |
| Mediolobivia Backeb.                        | Rebutia sectio Setirebutia, Digitorebutia, Cylindrorebutia | Rebutia          | Aylostera subg. Mediolobivia | Aylostera subg. Mediolobivia                                                             |
| Weingartia Werderm. syn.Spegazzinia Backeb. | Weingartia                                                 | Rebutia          | Rebutia subg. Weingartia     | Weingartia                                                                               |
| Sulcorebutia Backeb.                        | Sulcorebutia                                               | Rebutia          | Rebutia subg. Sulcorebutia   | Weingartia incl. Cintia                                                                  |

Tabulka podle: Šída O., 1997, Mosti & Papini, 2011.

### Vnitřní členění rodu
tak jak nepanuje shoda v uspořádání a definici rodů, není ani ve vymezení jednotlivých taxonů a jejich zařazení na úroveň druhů, poddruhů a variet či forem. Taxonomové se shodovali na vymezení rodů/podrodů/skupin Rebutia v úzkém pojetí, tedy rebucie s holou květní trubkou bez chlupů a Aylostera. Různorodé pojetí bylo v uspořádání dalších okruhů známých jako  Mediolobivia, Pygmaeolobivia, Setirebutia, Cylindrorebutia, Digitorebutia.
Specialista a taxonom E. F. Anderson rozeznává něco přes 40 široce pojatých druhů. Ty řadí do třech tradiční podrodů: Rebutia, Aylostera a dále pak Mediolobivia zahrnující dříve různě pojímané skupiny Setirebutia, Pygmaeolobivia, Digitorebutia apod.
Český specialista Otakar Šída oproti tomu ve svém pojetí bližším praxi kaktusářů pěstitelů rozeznává okolo 140 druhů. Jeho členění rodu je složitější. Podrod Rebutia dělí na sekce Rebutia a Aylostera, podrod Pygmaeolobivia dělí na sekce Setirebutia a Digitorebutia. Navíc přidává podrod Reichocactus pro jeden specifický druh Reichocactus neoreichianus/Lobivia famatimensis tvořící přechod k rodům Lobivia nebo Echinopsis.

### Soudobé pojetí

#### Fylogenetický výzkum
Výzkumy počátkem 21. století ukazují na polyfyletický původ rodu Rebutia. Zůstávají zachovány samostatné rody Sulcorebutia a Weingartia. Kladografická větev Rebutia I zahrnuje bývalé rody Aylostera a Mediolobivia (typu R. pseudodeminuta, R. fiebrigii, R. deminuta, R. pygmaea, R. steinmanni, R. einsteinii). Kladografická větev Rebutia II zahrnuje rostliny s holým perikarpem, tedy původní Rebutia (typu R. minusula, R. senililis, R. wesneriana atd.), rody Sulcorebutia, Weingartia a novější rod Cintia zůstávají samostatné.
|  | Rebutia I (Aylostera, Mediolobivia (tj.Pygmaeolobivia, Setirebutia, Digitorebutia))                                                  |
|  | |
|  | Další rody Gymnocalycium, Echinopsis, Cereus, Stetsonia, Cleistocactus, Espostoa, Denmoza, Lobivia, Matucana, Oroya, Oreocereus, aj. |
|  | |

|  | \| \| Rebutia II (Rebutia s holým perikarpem typu R. minuscula) \| \| \| \| \| \| Browningia candelaris \| \| \| \| |
|  | |
|  | Sulcorebutia, Weingartia a Cintia                                                                                   |
|  | |
|  | Rebutia II (Rebutia s holým perikarpem typu R. minuscula)                                                           |
|  | |
|  | Browningia candelaris                                                                                               |
|  | |

|  | Rebutia II (Rebutia s holým perikarpem typu R. minuscula) |
|  |                                                           |
|  | Browningia candelaris                                     |
|  |                                                           |

|  | \| \| Rebutia II (Rebutia s holým perikarpem typu R. minuscula) \| \| \| \| \| \| Browningia candelaris \| \| \| \| |
|  | |
|  | Sulcorebutia, Weingartia a Cintia                                                                                   |
|  | |
|  | Rebutia II (Rebutia s holým perikarpem typu R. minuscula)                                                           |
|  | |
|  | Browningia candelaris                                                                                               |
|  | |

|  | Rebutia II (Rebutia s holým perikarpem typu R. minuscula) |
|  |                                                           |
|  | Browningia candelaris                                     |
|  |                                                           |

|  | Rebutia I (Aylostera, Mediolobivia (tj.Pygmaeolobivia, Setirebutia, Digitorebutia))                                                  |
|  | |
|  | Další rody Gymnocalycium, Echinopsis, Cereus, Stetsonia, Cleistocactus, Espostoa, Denmoza, Lobivia, Matucana, Oroya, Oreocereus, aj. |
|  | |

|  | \| \| Rebutia II (Rebutia s holým perikarpem typu R. minuscula) \| \| \| \| \| \| Browningia candelaris \| \| \| \| |
|  | |
|  | Sulcorebutia, Weingartia a Cintia                                                                                   |
|  | |
|  | Rebutia II (Rebutia s holým perikarpem typu R. minuscula)                                                           |
|  | |
|  | Browningia candelaris                                                                                               |
|  | |

|  | Rebutia II (Rebutia s holým perikarpem typu R. minuscula) |
|  |                                                           |
|  | Browningia candelaris                                     |
|  |                                                           |

|  | \| \| Rebutia II (Rebutia s holým perikarpem typu R. minuscula) \| \| \| \| \| \| Browningia candelaris \| \| \| \| |
|  | |
|  | Sulcorebutia, Weingartia a Cintia                                                                                   |
|  | |
|  | Rebutia II (Rebutia s holým perikarpem typu R. minuscula)                                                           |
|  | |
|  | Browningia candelaris                                                                                               |
|  | |

|  | Rebutia II (Rebutia s holým perikarpem typu R. minuscula) |
|  |                                                           |
|  | Browningia candelaris                                     |
|  |                                                           |

#### Obnova roduAylostera
V roce 2009 G. Rowley a další prací Mosti & Papini v roce 2011 formálně obnovili rod Aylostera. Oproti zažitému pojetí podle Backeberga zahrnuje i druhy dříve řazené do rodu Mediolobivia. V rodu Rebutia bylo ponecháno 12 druhů z okruhu Rebutia minuscula, tj. sekce Rebutia nebo též klad Rebutia II.
Rebutia calliantha Bewer., 1948.
Rebutia fabrisii Rausch, 1977.
Rebutia kariusiana Wessner, 1963.
Rebutia krainziana Kesselr., 1948.
Rebutia margarethae Rausch, 1972.
Rebutia marsoneri Werderm., 1937.
Rebutia minuscula K. Schum., 1895
Rebutia padcayensis Rausch, 1970.
Rebutia senilis Backeb., 1932.
Rebutia violaciflora Backeb., 1935,
Rebutia wessneriana Bewer., 1948
Rebutia wessneriana Bewer. subsp. berylloides, 1976.
Rebutia xanthocarpa Backeb., 1932.

## Pěstování
Rebucie obecně patří mezi snadno pěstovatelné a odolné kaktusy. Pěstování vychází z toho, že jde o otužilé vysokohorské rostliny. Dobře snáší různé umístění, na okně za sklem, v pařeništi nebo ve skleníku. Zejména jim vyhovuje volná kultura, umístění bez krytu na přímém slunci před oknem, na balkoně nebo na zahradě. Nutné je suché a chladné přezimování při 5 až 10 °C, jinak se rostliny probouzí, vytahují a nekvetou. Přezimování je vhodné na světle. Může být i ve tmě, potom se opožďuje doba kvetení a při přechodu na letní osluněné stanoviště je potřeba zpočátku stínit proti popálení. Brzy kvetoucí druhy ze sekce Rebutia mohou při velkém přísunu živin přeměnit malá poupata na odnože, proto se doporučuje počkat se zálivkou až poupata dorostou velikosti skoro 1 cm. V červenci, když noční teploty neklesají pod asi 20 °C přestávají rebucie růst, dochází k letní stagnaci. Je nutné přestat se zálivkou obdobně jako v zimním období, jinak zahnívají kořeny a dochází k úhynu. Množení je snadné, jak vegetativní odnožemi, tak výsevem semen. Semena z rozpadlých plodů často samovolně klíčí a semenáčky dále úspěšně rostou již v květináčku mateřské rostliny. Nakvetlé rostliny zejména ze sekce Rebutia jsou hojně nabízeny široké veřejnosti v obchodech a květinářstvích.

## Galerie

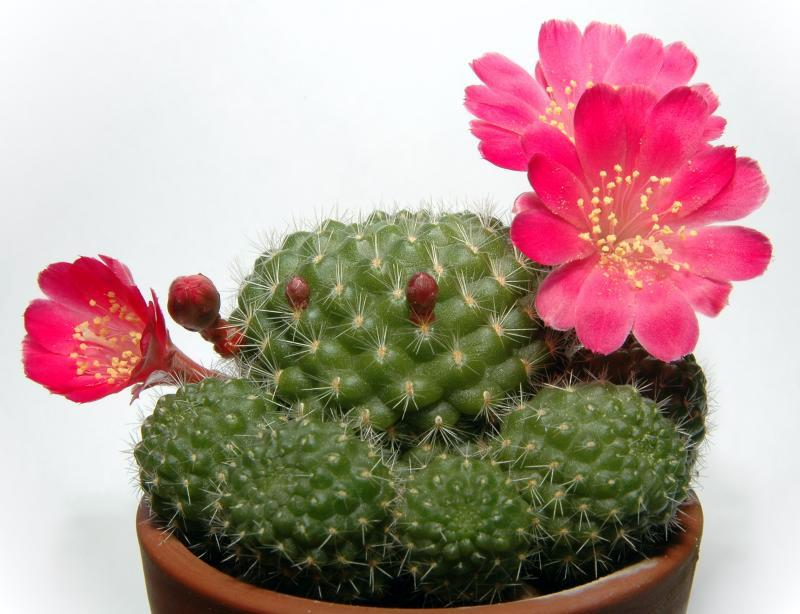
Rebutia minuscula je první objevený a často pěstovaný druh. Rebutia.
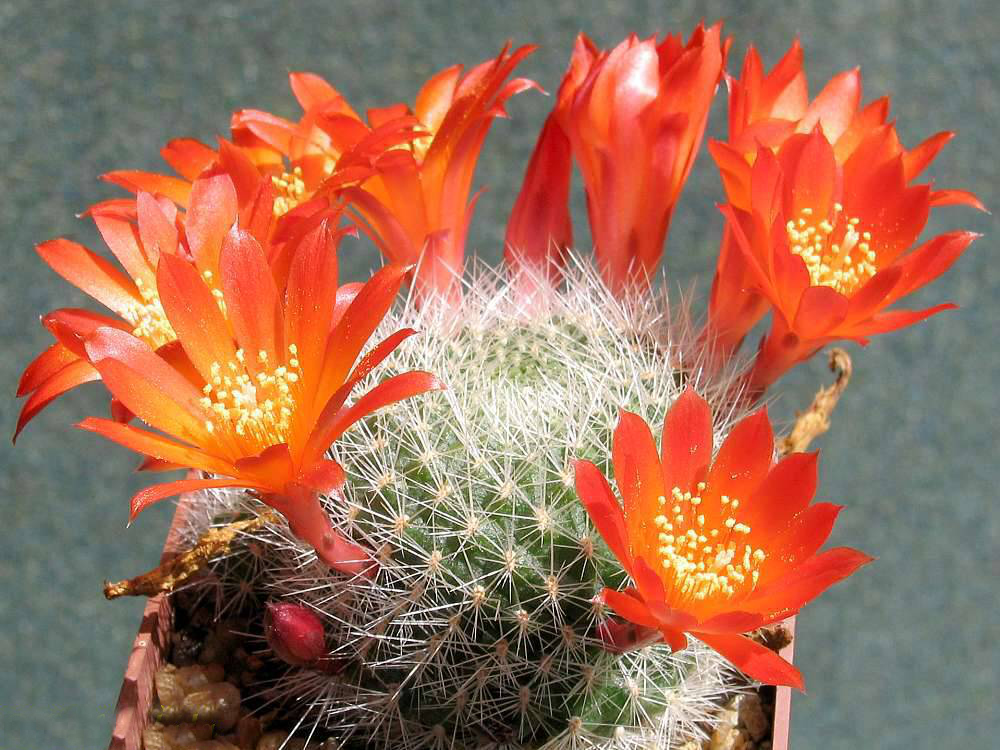
Rebutia senilis se vyznačuje hustým bělavým otrněním. Typ má oranžovočervené květy, variety květy různých barev. Rebutia.
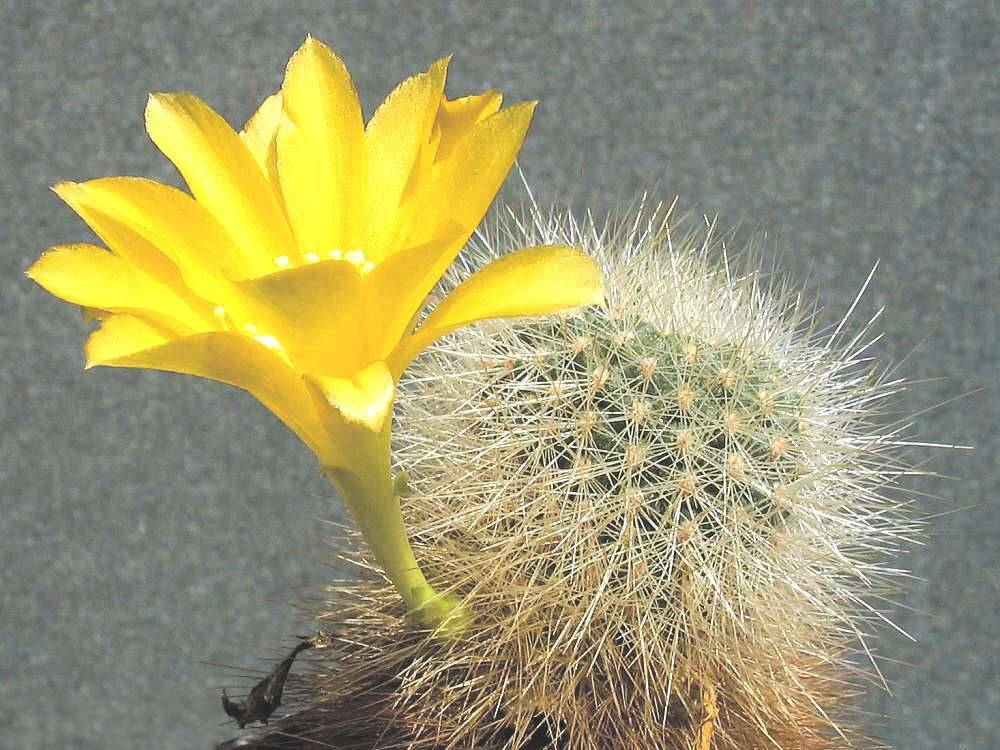
Rebutia senilis var. kesselringiana se žlutými květy je známa též jako R. chrysacantha var. kesselringiana.
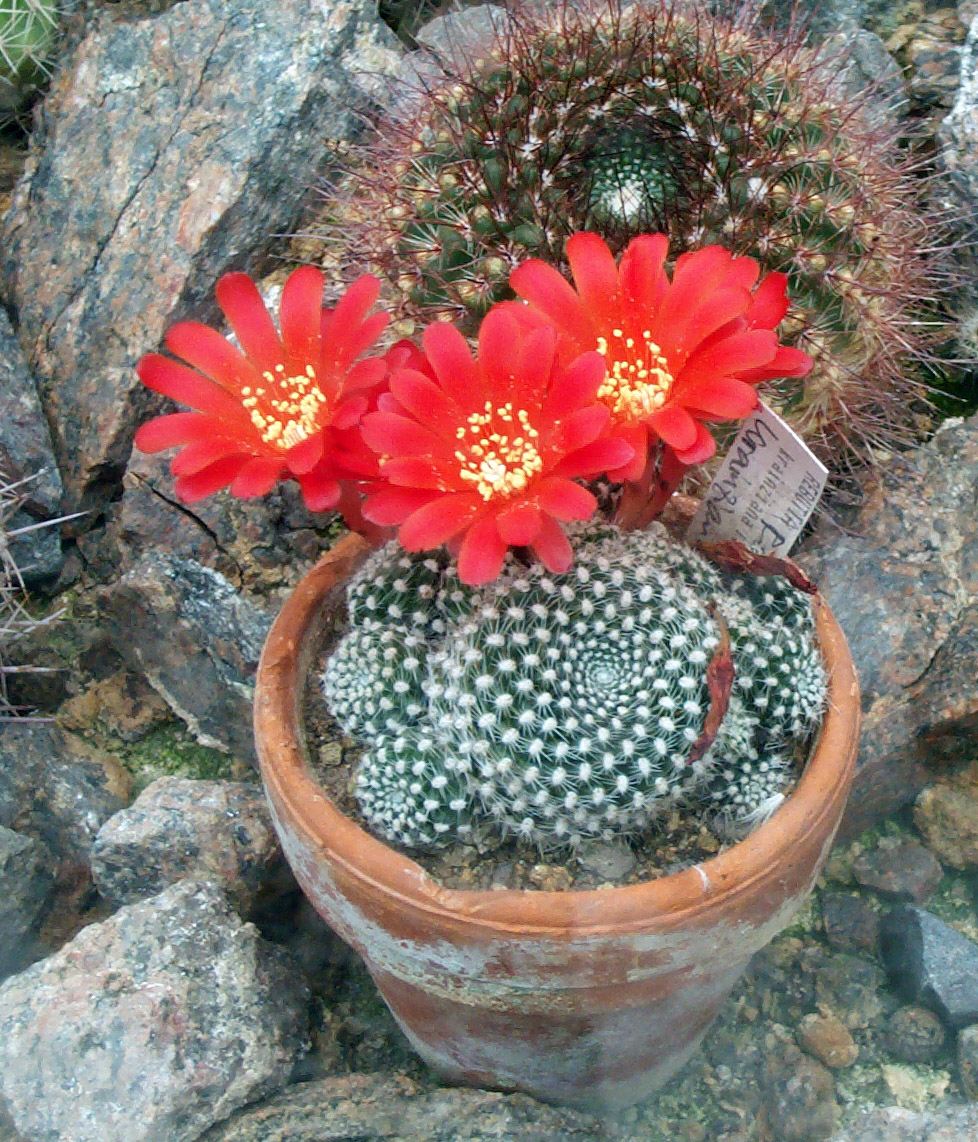
Rebutia krainziana je charakteristická přitisklým, jakoby krajkovým, bělostným otrněním. Rebutia.
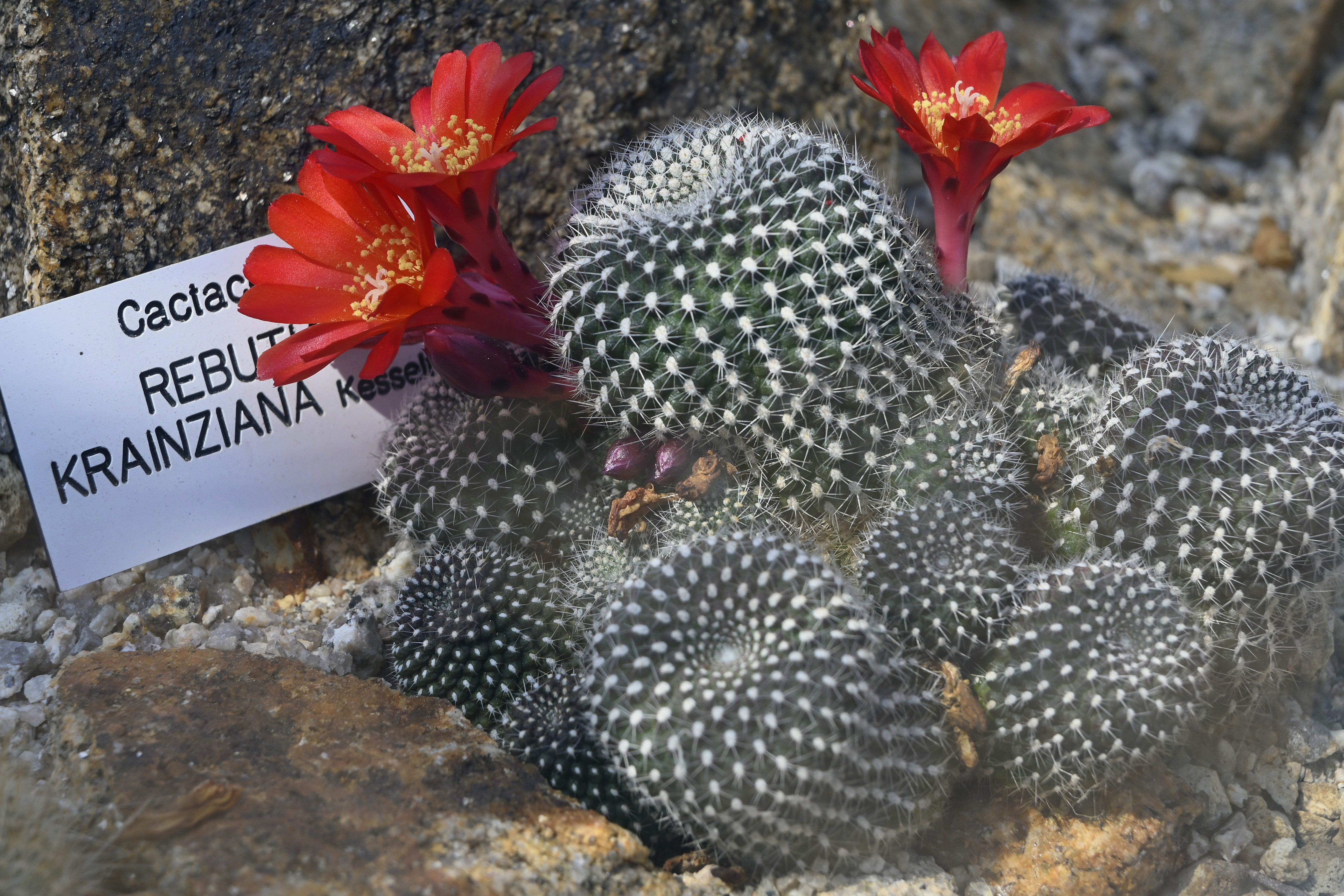
Rebutia krainziana v pražské botanické zahradě.
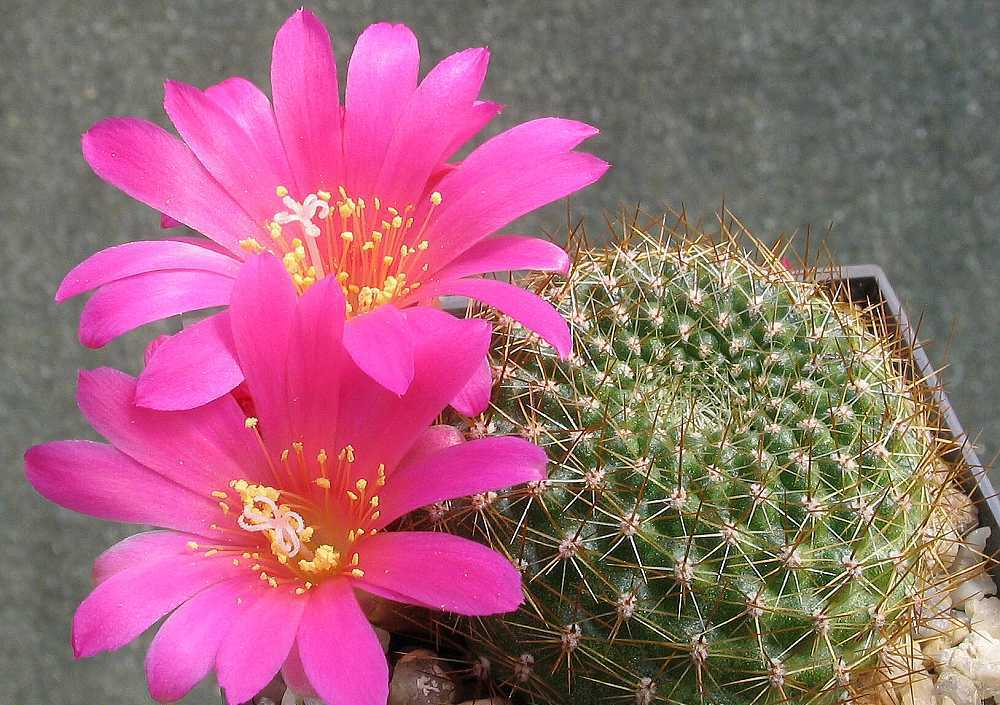
Rebutia violaciflora je nejznámější rebucií kvetoucí v odstínech fialové. Rebutia.
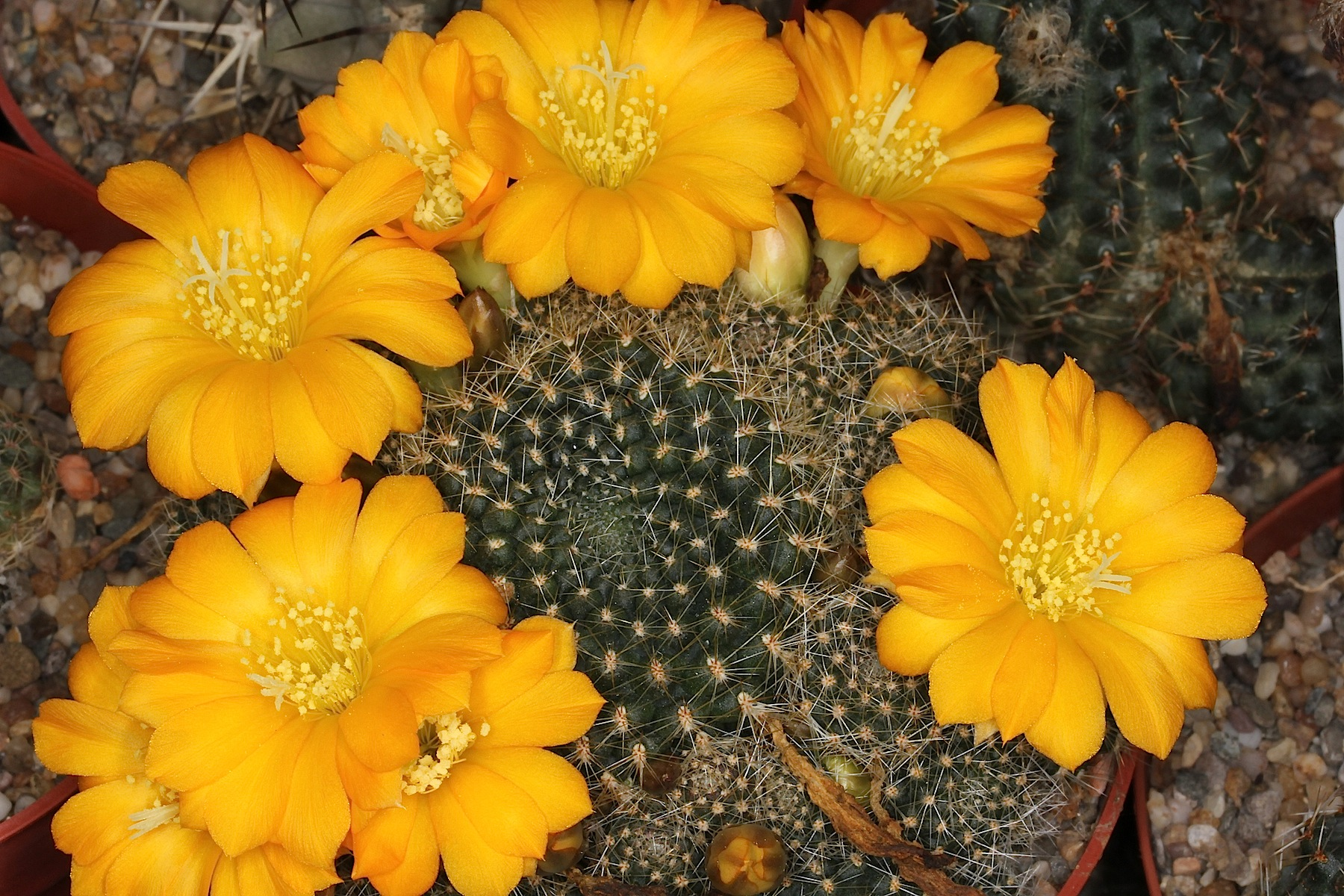
Rebutia marsoneri je nejdéle známý žlutokvětý druh. Rebutia.
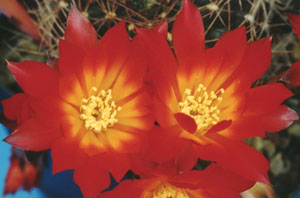
Rebutia padcayensis je novější druh.
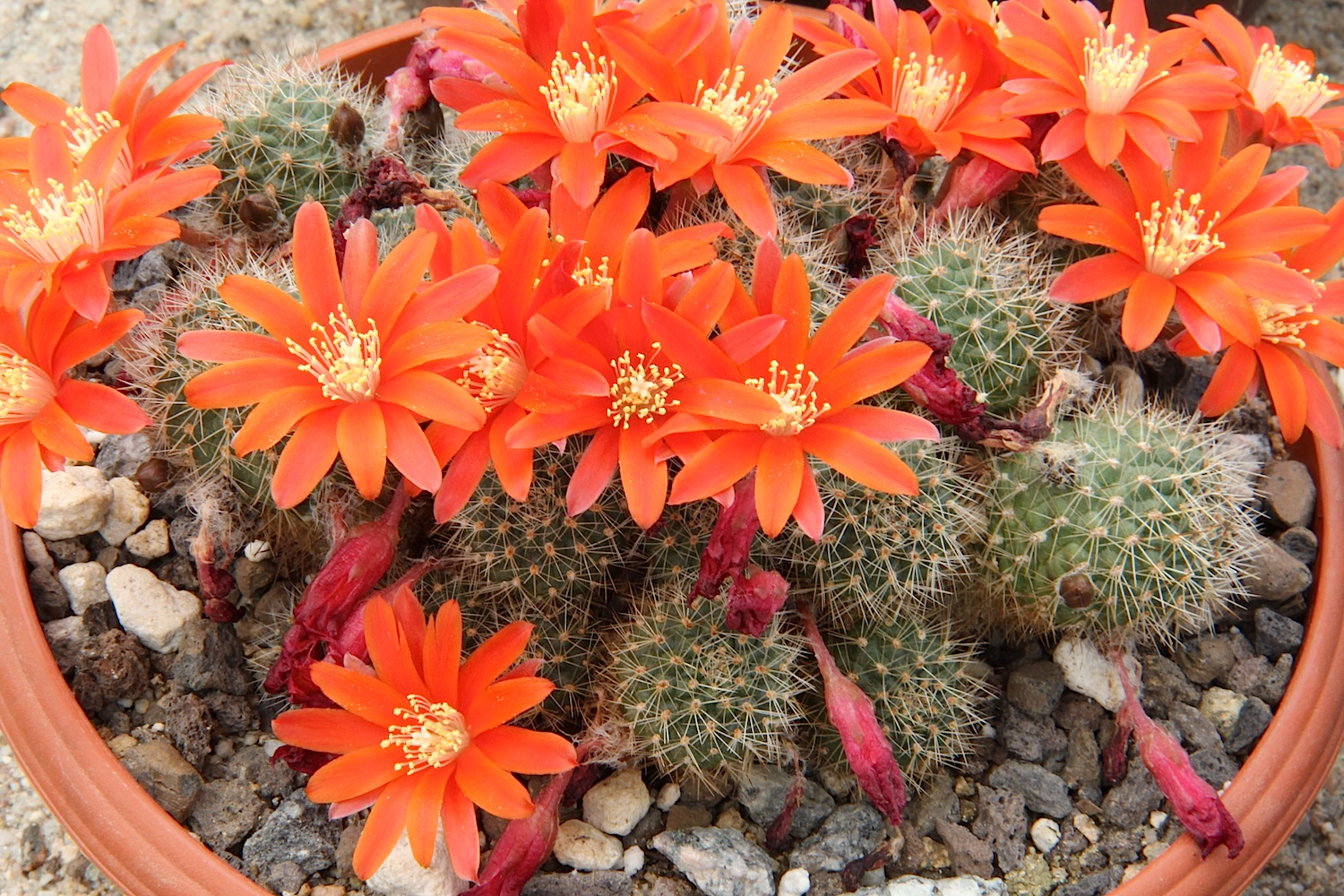
Rebutia fiebrigii patří mezi nejznámější zástupce rodu Aylostera.
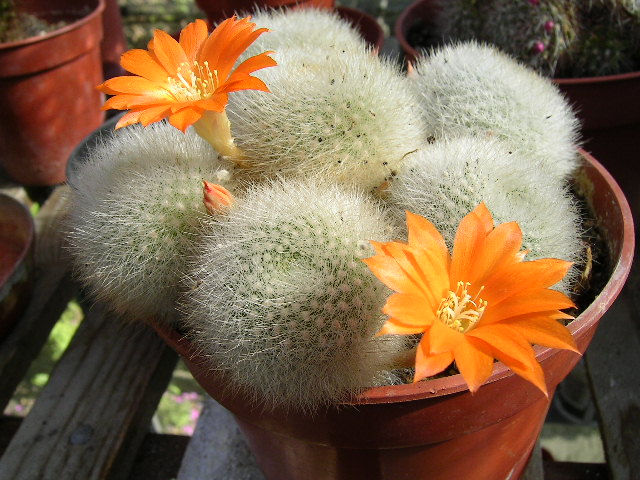
: Rebutia muscula představuje druhy zcela zahalené do trnů. Aylostera.
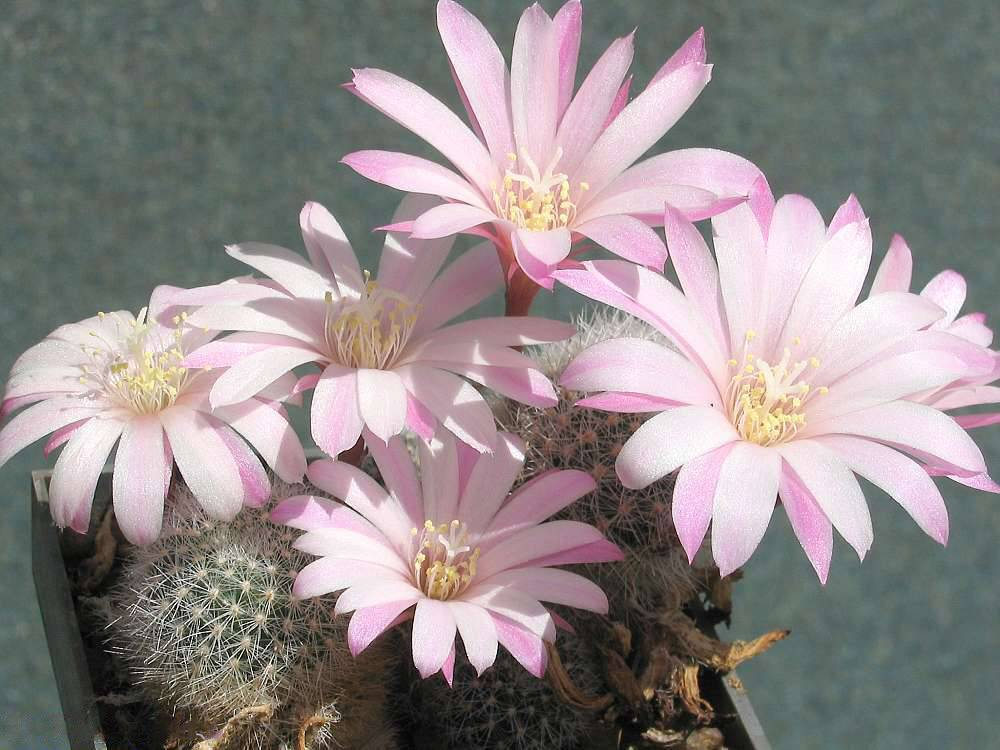
Rebutia narvaecensis je široce nabízený druh pro svou růžovou barvu květů. Aylostera.
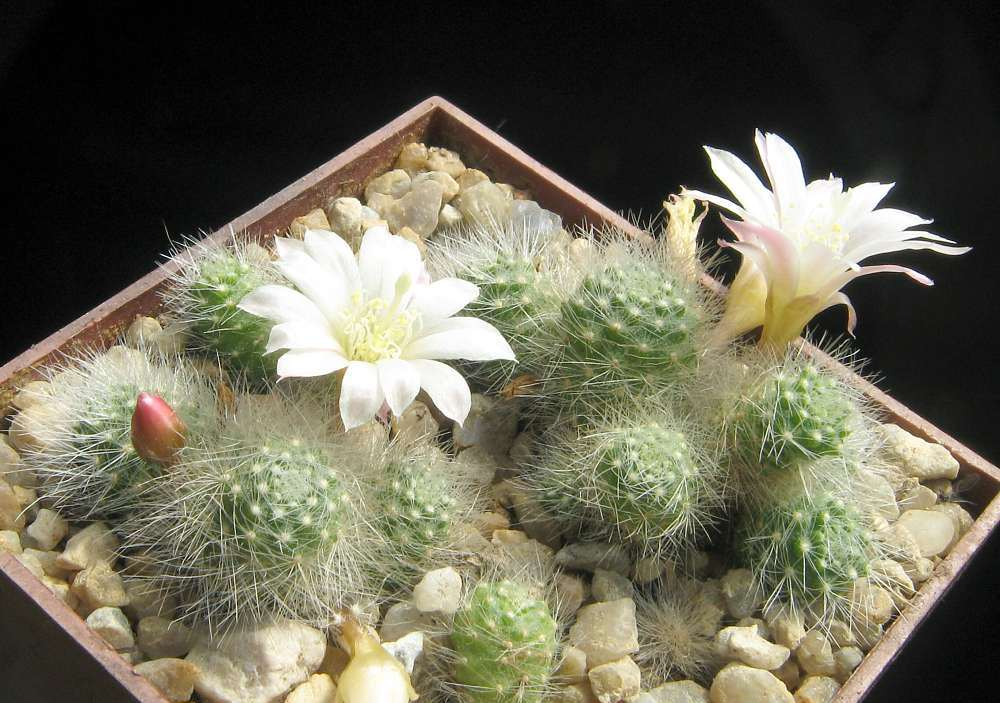
Rebutia albiflora je nejznámější bělokvětý druh, zároveň má nejmenší stonky. Aylostera.
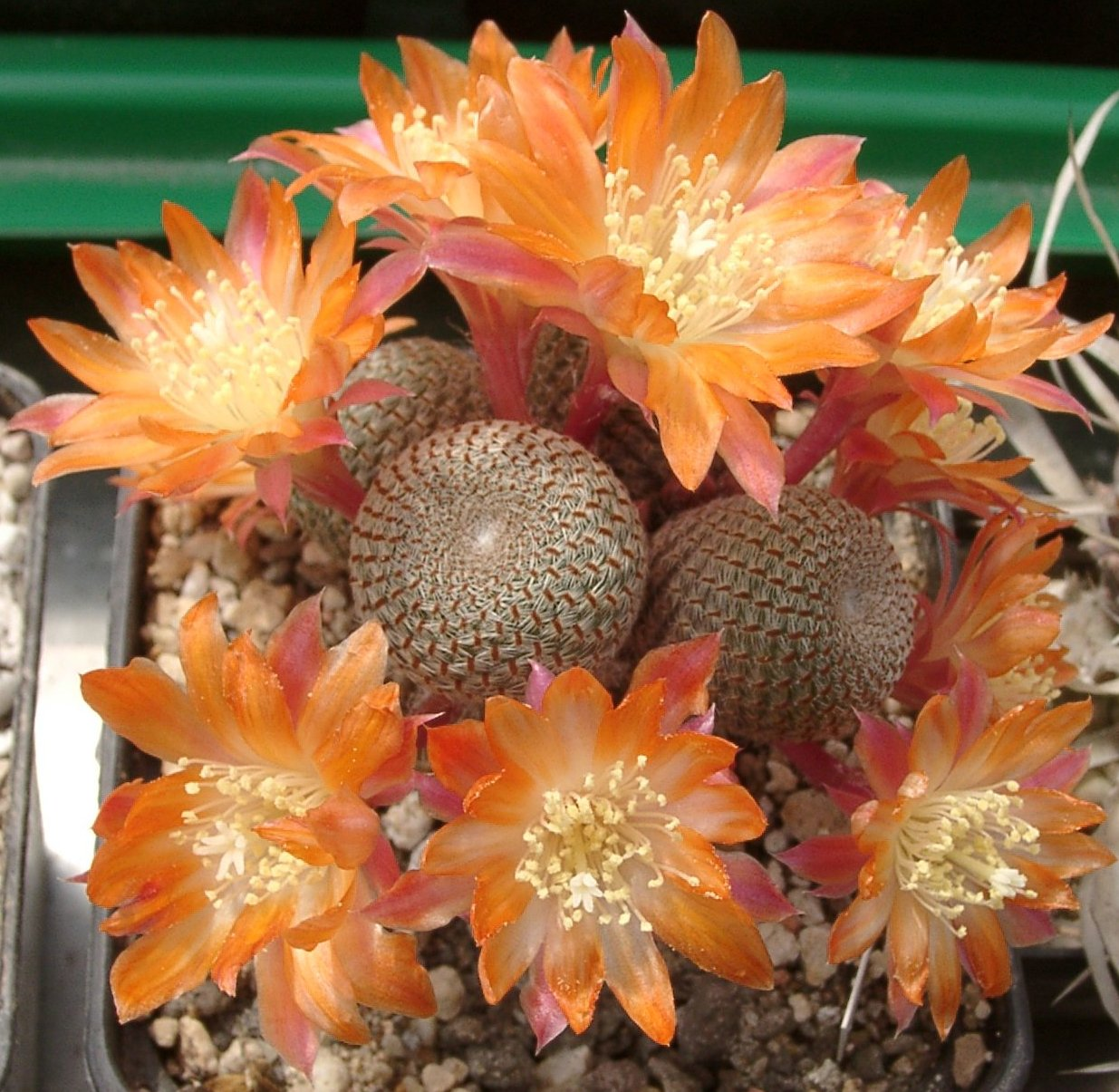
Rebutia heliosa má unikátní vzhled. Aylostera.
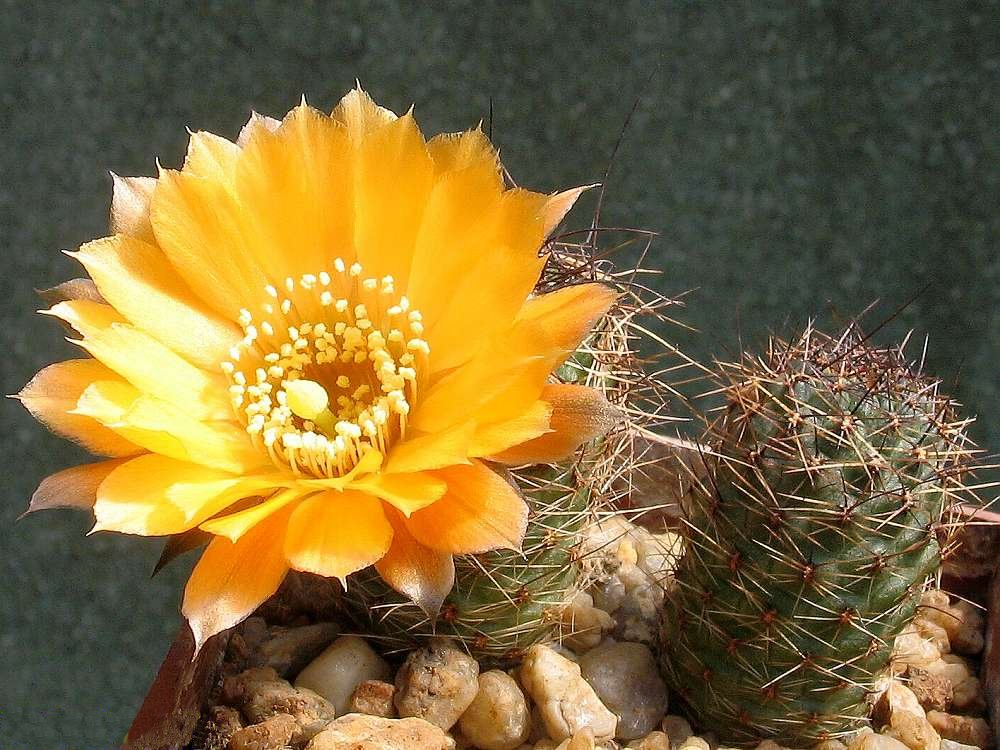
Rebutia einsteinii je nejvýše rostoucí kaktus. Mediolobivia.
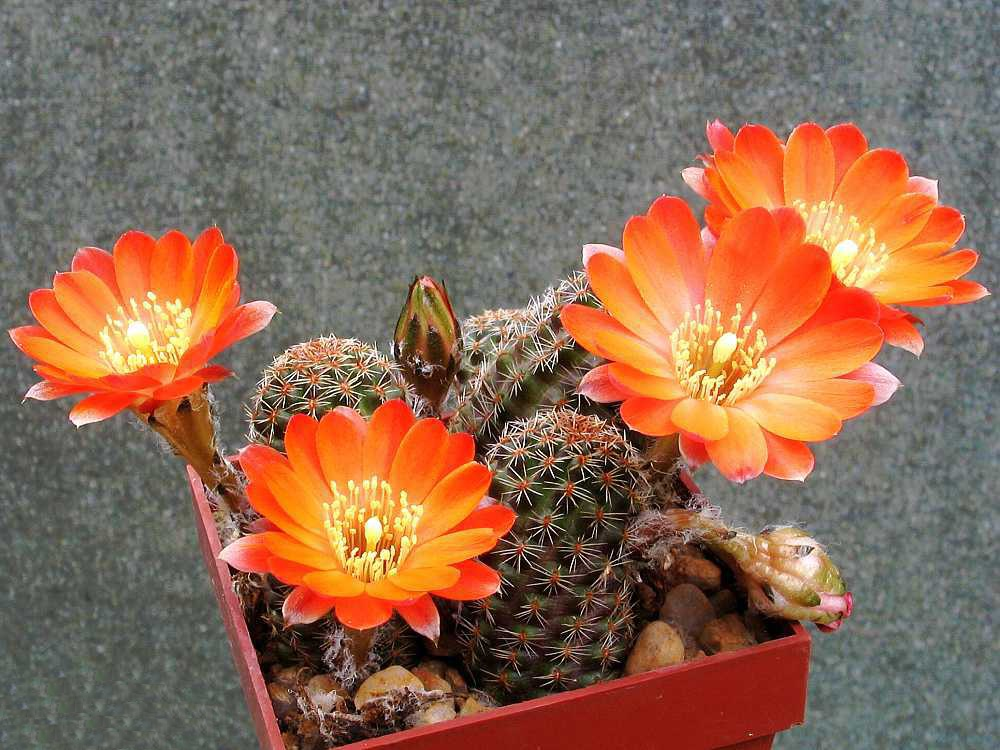
Rebutia pygmaea je dávno známý druh s květy matných barev. Mediolobivia.
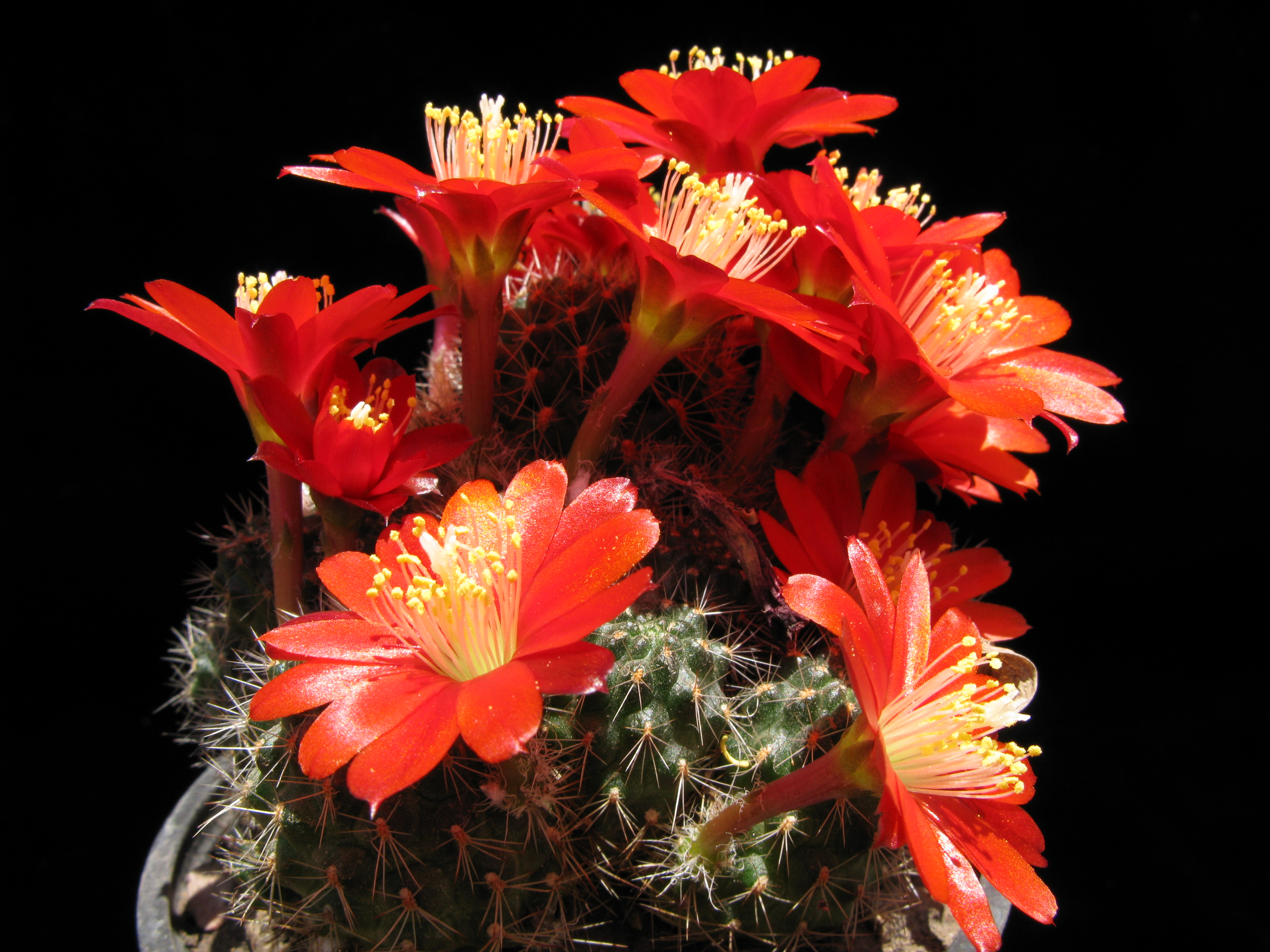
Rebutia nigricans má tmavočervené květy. Mediolobivia.
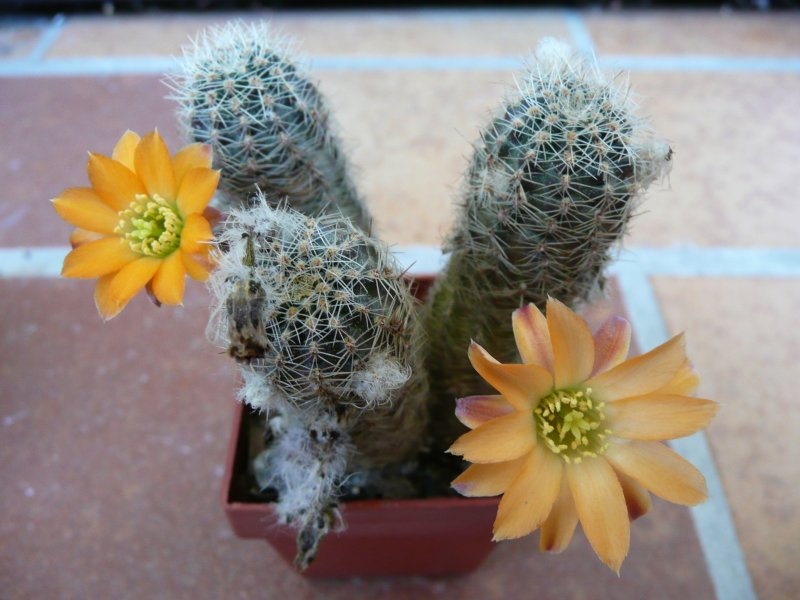
Rebutia knizei je zajímavá žlutým květem se zeleným jícnem. Mediolobivia.
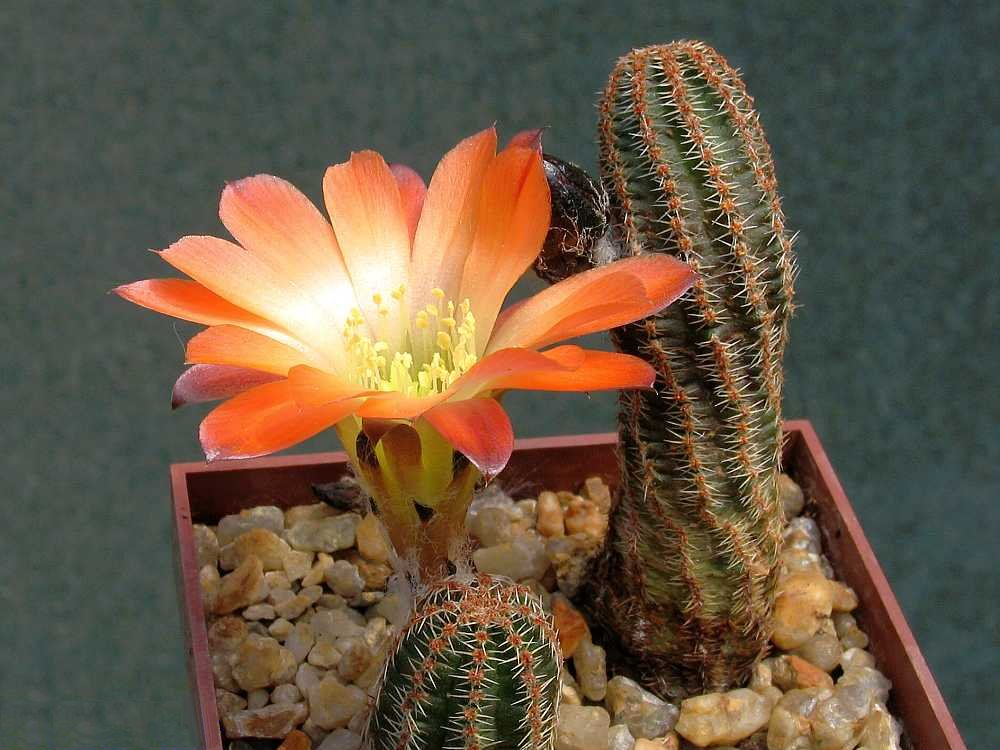
Rebutia torquata má výrazná žebra zdůrazněná areolami s pektinátními ostny. Mediolobivia.
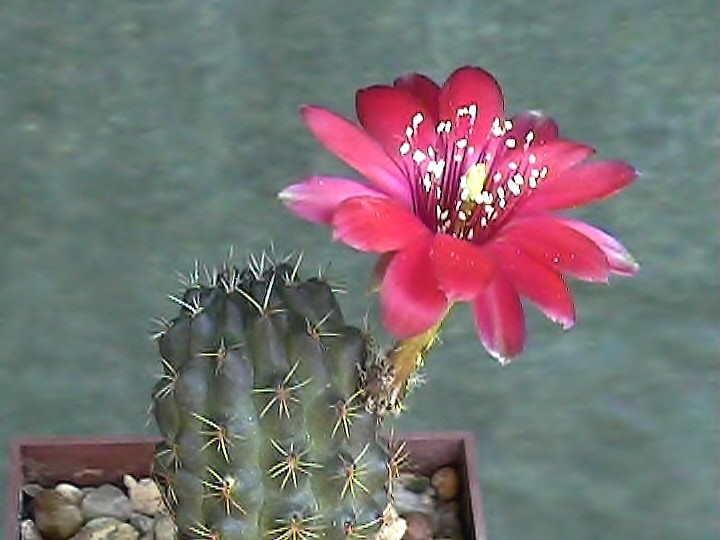
Rebutia pauciareolata je novější, velmi pěkný druh. Mediolobivia.
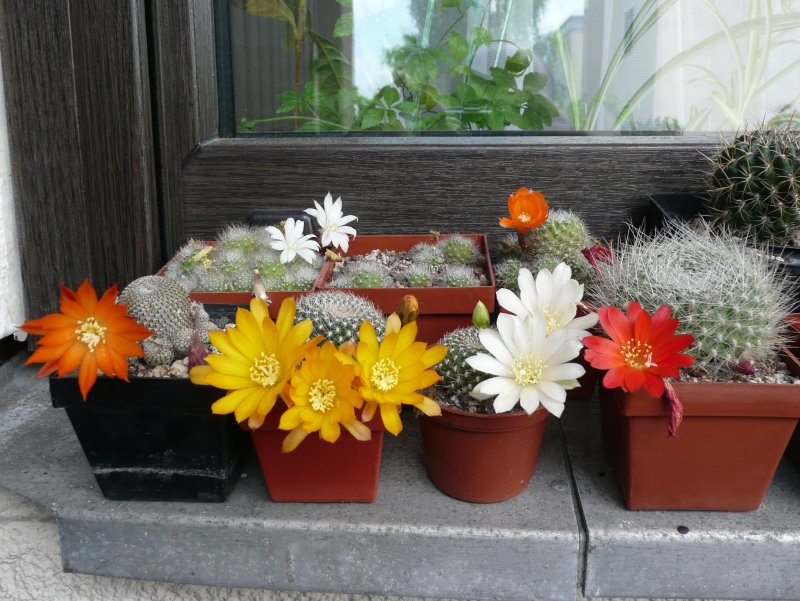
Minisbírka kvetoucích rebucií a ayloster na okenním parapetu.
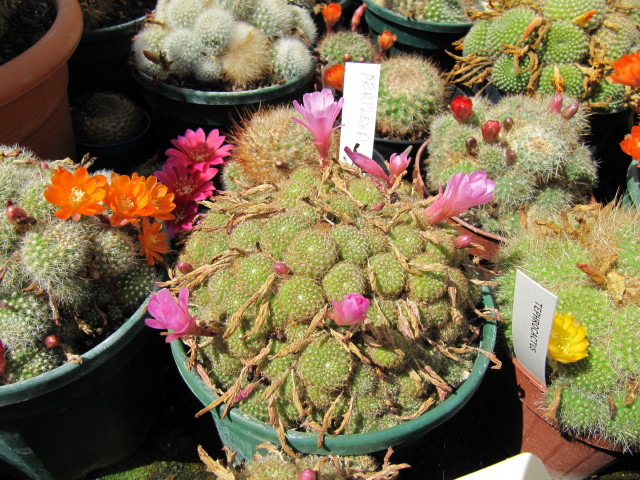
Velké trsy starých sbírkových rostlin.
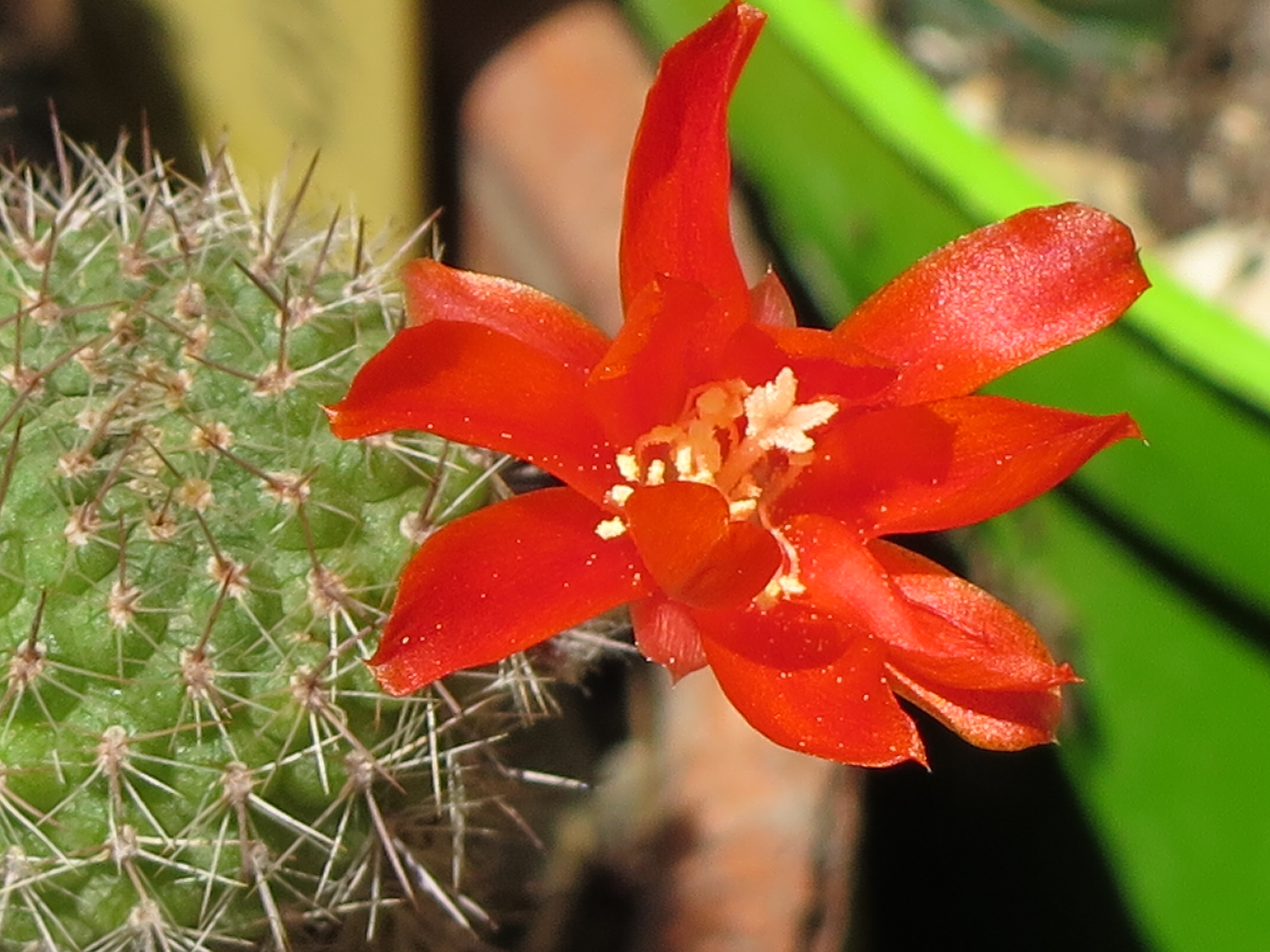
Rebutia cajasensis.Vyznačuje se středovými trny. Aylostera.